# Perth Glory FC (női csapat)
A Perth Glory Football Club labdarúgó csapatának női szakosztályát 2008-ban hozták létre. Az ausztrál női első osztályú bajnokság, az A-League tagja.

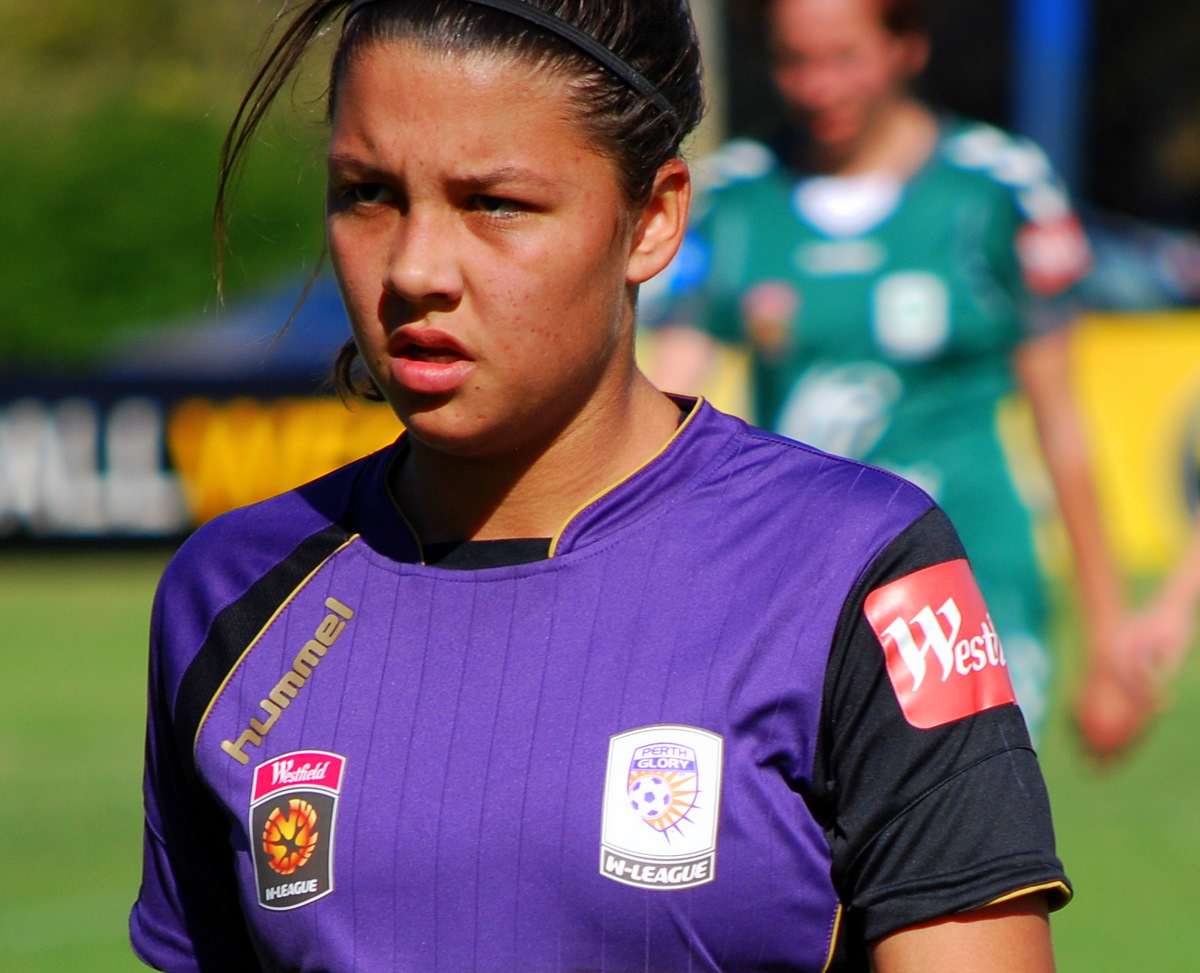
A perth-i születésű Sam Kerr 70 találatával az A-League második legeredményesebb játékosa

## Játékoskeret
2023. szeptember 8-tól
| #  |     | Poszt | Név                |
| -- | --- | ----- | ------------------ |
| 1  | AUS | K     | Morgan Aquino      |
| 24 | AUS | K     | Sally James        |
| 29 | AUS | K     | Lilly Bailey       |
| 4  | AUS | V     | Natasha Rigby      |
| 7  | NZL | V     | Elizabeth Anton    |
| 16 | AUS | V     | Isabella Wallhead  |
| 19 | AUS | V     | Isabella Foletta   |
| 22 | AUS | V     | Claudia Mihocic    |
| 23 | AUS | V     | Isobel Dalton      |
| 30 | AUS | V     | Mischa Anderson    |
| 3  | PHI | KP    | Jessika Cowart     |
| 10 | AUS | KP    | Susan Phonsongkham |
| 11 | NZL | KP    | Grace Jale         |

| #  |     | Poszt | Név             |
| -- | --- | ----- | --------------- |
| 12 | AUS | KP    | Sofia Sakalis   |
| 13 | AUS | KP    | Sarah Cain      |
| 18 | AUS | KP    | Sadie Lawrence  |
| 25 | AUS | KP    | Grace Johnston  |
| 27 | AUS | KP    | Georgia Cassidy |
| 28 | AUS | KP    | Anika Stajcic   |
| 31 | AUS | KP    | Clara Hoarau    |
| 8  | AUS | CS    | Hana Lowry      |
| 9  | ENG | CS    | Millie Farrow   |
| 14 | AUS | CS    | Tia Stonehill   |
| 17 | AUS | CS    | Abbey Green     |
| 20 | PHI | CS    | Quinley Quezada |
| 26 | AUS | CS    | Tanika Lala     |

## Korábbi híres játékosok
| - Kim Carroll - Sarah Carroll - Lisa De Vanna - Elisa D'Ovidio - Caitlin Foord - Kate Gill - Alanna Kennedy - Sam Kerr - Aivi Luik - Shannon May - Collette McCallum - Tanya Oxtoby - Marianna Tabain | - Vanessa DiBernardo - Rachel Hill - Nikki Stanton - Raquel Rodríguez - Tine Cederkvist - Cecilie Sandvej - Shelina Zadorsky - Arianna Romero - Lim Shiya - Carys Hawkins |

## Sikerlista
Ausztrál alapszakasz (W-League Premier) győztes (1): 2014